# تاچینی (دهانه)
تاچینی یک دهانه برخوردی در ماه‌ است.